# Enrico Volterra
Enrico Volterra (Roma, 11 de junho de 1905 — Austin, 29 de junho de 1973) foi um engenheiro italiano.

## Vida
Filho do matemático Vito Volterra e da pianista e empresária Virginia Almagià. Casou com Edith L. Duenk Volterra em 1952.
Graduado em engenharia civil na Universidade de Roma "La Sapienza" em 1928. De 1930 a 1938 trabalhou na indústria, em pesquisas e trabalhos acadêmicos na Itália e no exterior.
Devido às leis raciais antijudaicas de 1938 teve de encerrar sua carreira universitária na Itália. Em fevereiro de 1939 imigrou para a Inglaterra, onde obteve um doutorado em mecânica na Universidade de Cambridge em dezembro de 1941. De 1943 até o fim da Segunda Guerra Mundial realizou pesquisas sobre materiais plásticos e tipo borracha, sob a direção de Geoffrey Ingram Taylor. Em junho de 1946 retornou por breve período a Roma, e em 1949 fixou-se definitivamente nos Estados Unidos. Foi professor de mecânica do Instituto de Tecnologia de Illinois, onde permaneceu durante quatro anos. Nos cinco anos seguintes foi professor do Instituto Politécnico Rensselaer. Em 1957 tornou-se professor de engenharia mecânica da Universidade do Texas em Austin.

## Obras
- com J. H. Gaines: Advanced Strength of Materials. Prentice-Hall, 1971.